# 2. arméfördelningen (1941–1978)
2. arméfördelningen (2. förd), var en arméfördelning inom svenska armén som verkade i olika former åren 1941–1978. Förbandsledningen var förlagd i Östersunds garnison i Östersund.

## Historik
Genom försvarsbeslutet 1942 bildades II. arméfördelningen 1942, arméfördelningen ersatte då den tidigare II. arméfördelningen. År 1966 antogs namnet 2. arméfördelningen. Genom försvarsbeslutet 1977 beslutades att armén skulle reduceras, vilket bland annat innebar att två arméfördelningar kom att upplösas. De två  arméfördelningar som beslutades att upplösas var 2. arméfördelningen och 16. arméfördelningen, vilka utgick och upplöstes den 30 juni 1978. Bakgrunden till att just de två fördelningar utgick, kan ses i att de båda utgjorde en strategisk reserv. År 1994 omnumrerades 12. arméfördelningen och övertog beteckningen 2. arméfördelningen. 12. arméfördelningen antog samtidigt namnet Nedre norra arméfördelningen.

## Verksamhet
2. arméfördelningen främsta uppgift var att utveckla, leda och samordna markstridskrafter för försvar av nedre Norrland inom det ursprungliga Nedre Norrlands militärområde (Milo NN). Arméfördelningschefen lede den taktiska verksamheten och var direkt underställd militärbefälhavaren.

## Förläggningar och övningsplatser
År 1941 var staben förlagd till Storgatan 47 i Östersund. År 1945 återkom den till Storgatan 53 där den samlokaliserades med staben för Nedre Norrlands militärområde. Från 1969 fanns staben även lokaliserad på Kyrkgatan 76.

## Förbandschefer
- 1942–1978: ???

## Namn, beteckning och förläggningsort
| II. arméfördelningen | 1942-??-?? | – | 1966-09-30 |
| 2. arméfördelningen  | 1966-10-01 | – | 1978-06-30 |

| II. förd | 1942-??-?? | – | 1966-09-30 |
| 2. förd  | 1966-10-01 | – | 2000-06-30 |

| Östersunds garnison (F) | 1910-10-01 | – | 1978-06-30 |